# Loloan
Loloan is een bestuurslaag in het regentschap Noord-Lombok van de provincie West-Nusa Tenggara, Indonesië. Loloan telt 3799 inwoners (volkstelling 2010).